# Fox-Woman
Fox-Woman (idijanski nazivi: Waagoshii-Mindimooye, Ojibwe; Wakoshi-Mitimoye, Oji-Cree,) Žena-lisica manji je životinjski duh plemena Anishinabe i Cree. Obično se prikazuje kao mudra starica. Žena-lisica igra važnu ulogu u sagi o Ayasu, mladom heroju kojeg usvaja kao svog unuka i pomaže mu da ga vodi kroz mnoge muke.
Ostali nazivi: Foxwoman, Fox Old Lady, Grandmother Fox, Old Lady Fox.